# فرانك هربرت
فرانك باتريك هربرت الابن (بالإنجليزية: Franklin Patrick Herbert, Jr.)‏ (8 أكتوبرعام 1920-11 فبراير عام 1986) هو كاتب وروائي قصص خيال علمي أمريكي ولد في يوم 8 أكتوبر 1920 في مدينة تاكوما في الولايات المتحدة، أبرز الروايات التي ألفها هي رواية كثيب في سنة 1965 التي أصبحت أكثر روايات الخيال العلمي مبيعاً، ألف أيضاً قصص قصيرة. ورغم أنه اشتُهر بفضل رواياته، كتب أيضًا قصصًا قصيرة وعمل صحفيًا في جريدة، ومصورًا، وناقدًا أدبيًا، ومستشارًا بيئيًا، ومحاضرًا.
تتطرق ملحمة الكثبان التي تدور أحداثها في المستقبل البعيد بعد أكثر من ألف عام لمواضيع معقدة، مثل البقاء طويل الأمد لنوع الإنسان، وتطور الإنسان، والعلوم الكوكبية، والبيئية، وتقاطع الأديان، والسياسة والاقتصاد والنفوذ في المستقبل حيث سيكون مضى على البشرية وقت طويل منذ أن طورت السفر بين النجوم واستقرت في آلاف من العوالم. تعد رواية الكثبان أفضل روايات خيال الخيال العلمي مبيعًا، وتُعتبر جميع السلاسل من كلاسيكيات هذا النوع على نطاق واسع.

## سيرته

### مطلع حياته
وُلد فرانك هربرت في 8 أكتوبر عام 1920 في تاكوما بولاية واشنطن لأبوين هما فرانك باتريك هربرت الأب وإيلين (مكارثي) هربرت. وبسبب بيئة منزله الفقيرة غادر المنزل في عام 1938 للعيش مع عمه وعمته في سايلم، بولاية أوريغون. وسجل في مدرسة سايلم الثانوية (تُعرف الآن بمدرسة شمال سايلم الثانوية)، حيث تخرج منها بعد عام. كذّب بشأن عمره في عام 1939 من أجل الحصول على وظيفته الأولى في جريدة غليندل ستار. وعاد هربرت بعد ذلك إلى سايلم في عام 1940 حيث عمل لجريدة ذا أوريغون ستيتسمان (تُعرف الآن بجريدة ستيتسمان) وشغل عدة مناصب بما في ذلك عمله كمصور.
خدم  مع سيبيز يف بحرية للولايات المتحدة لستة شهور بصفته مصورًا إبّان الحرب العالمية الثانية، ومُنح بعد ذلك تسريحًا طبيًا. تزوج من فلورا باركنسون في سان بيدرو (كاليفورنيا) عام 1940. أنجبا طفلةً هي بيني (وُلدت في 16 فبراير عام 1942)، إلا أنهما انفصلا في عام 1945.
ذهب بعد الحرب إلى جامعة واشنطن، حيث قابل بيفرلي آن ستيوارت في صف الكتابة الإبداعية عام 1946. وكانا الطالبين الوحيدين اللذين باعا أي عمل للنشر: باع هربرت قصتي مغامرات اللب إلى المجلات، كانت الأولى إلى مجلة إسكوير في عام 1945، وباعت ستيورات قصة إلى مجلة موديرن رومانس. تزوجا في سياتل بولاية واشنطن في 20 يونيو عام 1946، وأنجبا طفلين هما بريان باتريك هربرت (وُلد في 29 يونيو عام 1947) وبروس كالفين هربرت (وُلد في 15 يونيو عام 1993 في سان رافاييل بولاية كاليفورنيا، وهو مصور محترف وناشط مدافع عن حقوق المثليين).
في عام 1949 انتقل هربرت وزوجته إلى كاليفورنيا ليعملا في الصحافة الديمقراطية لسانتا روسا. وصادقا هناك الاختصاصيين النفسيين رالف وإيرين سلاتيري. واللذين عرّفا هربرت إلى عمل العديد من المفكرين الذين أثروا في كتاباته، متضمنين فرويد ويونغ وياسبرس وهايدغر وأطلعاه أيضًا على فرقة زن البوذية.
لم يتخرج هربرت من الجامعة فوفقًا لابنه بريان، أراد دراسة فقط ما يهمه ولذلك لم يكمل المنهاج المطلوب. عاد إلى الصحافة وعمل في سايتل ستار وأوريغن ستيتسمان. وكان كاتبًا ومحررًا في مجلة حياة كاليفورنيا سان فرانسيسكو إيكامينر لعقد من الزمن.
صرّح هربرت في مقابلة له عام 1973 أنه قرأ الخيال العلمي «حوالي عشر سنوات» قبل شروعه في كتابة هذا النوع، وأورد أسماء مؤلفيه المفضلين أمثال هربرت جورج ويلز، وروبرت أنسون هاينلاين، وبول أندرسون، وجاك فانس.
نُشرت أول قصة خيال علمي لهربرت «البحث عن شيء ما»، في إصدار أبريل 1952 لمجلة ستارتلينغ ستوريز، من ثم حُررت بعد شهر من قبل صمويل ماينز. نُشرت ثلاث قصص أخرى له في إصدارات 1954 من مجلة أستودينغ سينس فيكشن وأميزينغ ستوريز. بدأ مهنته كروائي في عام 1955 بنشر مسلسل «تحت الضغط في أستودينغ» في نوفمبر 1955: نُشرت فيما بعد ككتاب من قبل دابلداي، التنين في البحر. تطرقت القصة للصحة العقلية والجنون في البيئة تحت البحرية للقرن الواحد والعشرين وتنبأت بصراعات عالمية على استهلاك وإنتاج النفط. كان هذا نجاحًا بالغ الأهمية ولكنه لم يكن نجاحًا تجاريًا كبيرًا. عمل هربرت خلال هذه الفترة ككاتب خطابات لعضو مجلس الشيوخ الأميركي الجمهوري غاي كوردون.

### «الكثبان»

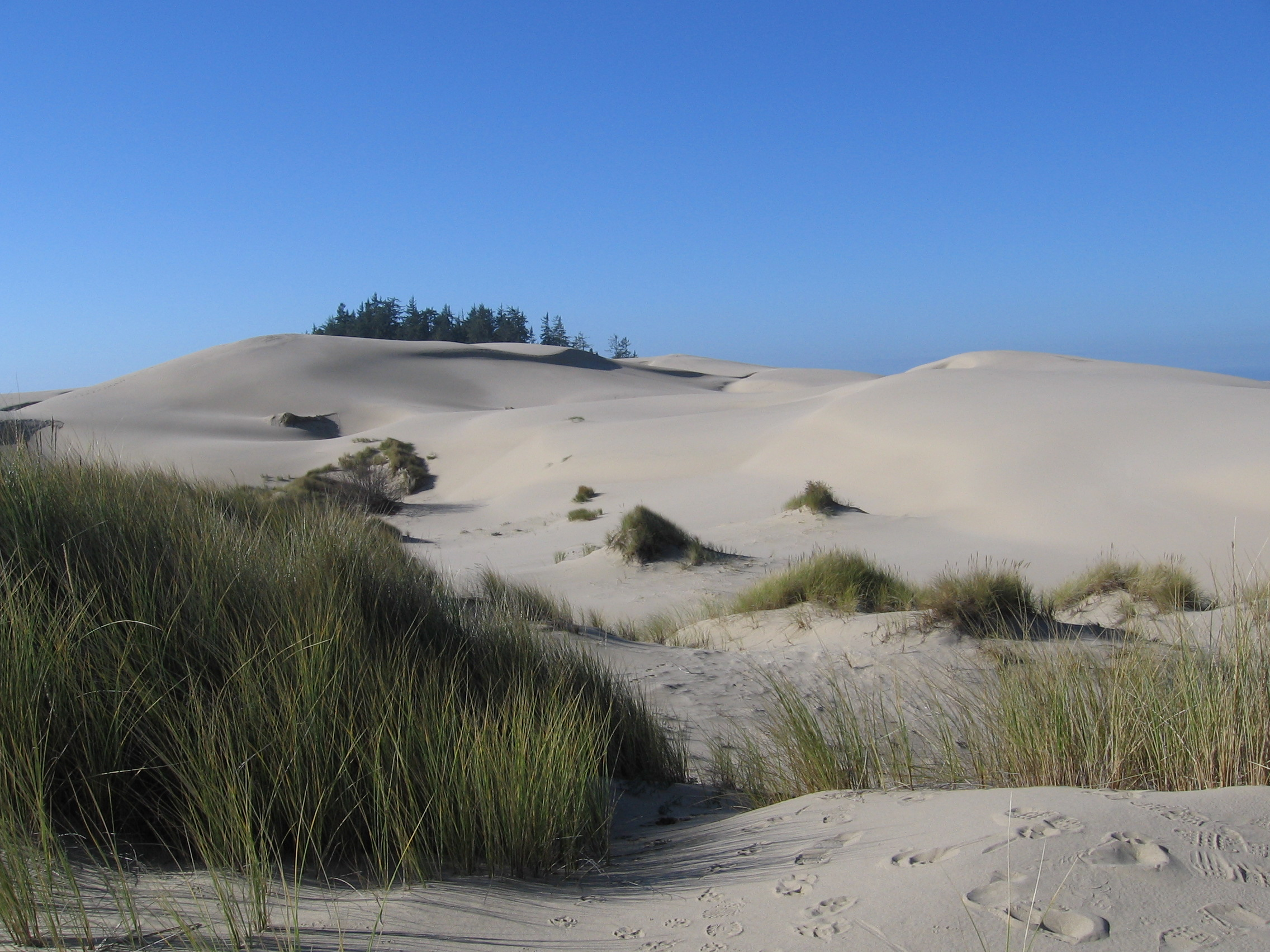
كانت كثبان أوريغون الواقعة بالقرب من مدينة فلورينس بولاية أوريغون الأمريكية مصدر إلهام ملحمة «الكثبان».

بدأ هربرت بروايته الكثبان في عام 1959. كان قادرًا على تكريس نفسه لمهنته في الكتابة من كل قلبه بسبب عودة زوجته إلى العمل بدوامٍ كاملٍ ككاتبة إعلانات لمخازن كبرى، فأصبحت المعيلة خلال ستينيات القرن العشرين. وأخبر هربرت لاحقًا ويليس إي مكنيلي أنه بدأ بالرواية عندما كان يجب عليه أن يقوم بمقال لمجلة عن الكثبان الرملية في كثبان أوريغون قرب فلورنسا، أوريغون. أصبح الأمر معقدًا وانتهى به مع مواد خام أكثر بكثير مما يحتاجه في المقال. لم يكتب المقالة أبدًا، ولكنه عوضًا عن ذلك زرع البذرة التي أدت إلى الكثبان.
استغرقت رواية الكثبان ستة أعوام من البحث والكتابة لتكتمل وكانت أطول بكثير من الوقت المفترض لإنجاز الخيال العلمي التجاري.  نشرتها مجلة الخيال العلمي التناظري والواقع (أُعيدت تسميتها إلى أستودينغ، وبقي يحررها جون دبليو كامبل) في جزئين مكونين من ثمانية حلقات «عالم الكثبان» من ديسمبر عام 1963 و «نبي الكثبان» في عام 1965. ورُفضت بعد ذلك من قبل نحو عشرين ناشر. كتب أحد المحررين متنبئًا: «قد أكون أقوم بخطأ العقد، ولكن...».
قرأ سترلينغ إي لنير، محرر شركة كتاب شيلتون (يُعرف بشكلٍ أساسي بكتيباته عن الإصلاح الذاتي) سلسلة الكثبان وقدم 7500$ مسبقة مع حقوق ملكية فكرية مستقبلية لحقوق نشرهم ككتاب بغلاف مقوى. أعاد هربرت كتابة العديد من نصوصه. وحقق بسرعة نجاحًا بالغ الأهمية. ربح جائزة نيبولا لأفضل رواية في عام 1965 وتشارك جائزة هوغو في عام 1966 مع «ادعوني بكونارد لروجو زيلاسني». كانت الكثبان أول رواية خيال علمي بيئية رائدة، بتبنيها أغلبية المواضيع الشاملة والمترابطة وآراء العديد من الشخصيات، وبهذا اتسمت جميع أعمال هربرت المتميزة.

لم تصبح الكثبان كتاباً رائجًا على الفور. وبحلول عام 1968 حصل هربرت على 20.000$ منها، أكثر بكثير مما كانت تنتجه روايات الخيال العلمي في ذلك الوقت، لكنه لم يكن كافيًا ليسمح له بممارسة الكتابة بدوام كامل، وعلى أي حال، فتح نشرها الأبواب أمامه. كان كاتبًا عن التعليم لجريدة سياتل بوست إنتيليجينسر منذ عام 1969 حتى 1972 ومحاضرًا في الدراسات العامة والدراسات متعددة الاختصاصات في جامعة واشنطن (1970-1972). عمل في فيتنام وباكستان كمستشار بيئي واجتماعي في عام 1972. وفي عام 1973 كان المخرج المصور للعرض التلفزيوني ذا تيلرز.
«يكون الرجل أحمق إن لم يضع كل ما يملك -بأي دقيقة متاحة- في ما يصنعه. أنت الآن هنا تنجز الأمر على ورقة. أنت لا تقتل الإوزة، أنت فقط تنتج بيضة! لذلك أنا لا أقلق حيال مصدر الإلهام أو ما شابه. ما يهم فقط الجلوس والعمل. لم أعاني أبدًا من مشكلة قفلة الكاتب. لقد سمعت عنها. وشعرت بالتردد للكتابة في بعض الأيام، لأسابيع كاملة، وحتى أطول في بعض الأوقات. كنت أفضل الذهاب للصيد، على سبيل المثال، أو لبري قلم الرصاص، أو للسباحة. ولكن لاحقًا كنت أعود وأقرأ ما أنتجت، لا أجد فرقًا بين ما كنت أقوله بسهولة وما يوجب علي الجلوس والقول: 'حسنًا، إنه وقت الكتابة والآن سوف أكتب'.» لا يوجد اختلاف على الورق بين الاثنين.--فرانك هربرت.

## وصلات خارجية
- فرانك هربرت على موقع IMDb (الإنجليزية)
- فرانك هربرت على موقع ميتاكريتيك (الإنجليزية)
- فرانك هربرت على موقع الموسوعة البريطانية (الإنجليزية)
- فرانك هربرت على موقع ألو سيني (الفرنسية)
- فرانك هربرت على موقع ميوزك برينز (الإنجليزية)
- فرانك هربرت على موقع تيرنر كلاسيك موفيز (الإنجليزية)
- فرانك هربرت على موقع أول موفي (الإنجليزية)
- فرانك هربرت على موقع قاعدة بيانات الأفلام السويدية (السويدية)
- فرانك هربرت على موقع إن إن دي بي (الإنجليزية)
- فرانك هربرت على موقع ديسكوغز (الإنجليزية)
- مؤلفات فرانك هربرت في مشروع غوتنبرغ
- أعمال أو نبذة عن فرانك هربرت على أرشيف الإنترنت
- أعمال فرانك هربرت في ليبري فوكس
- فرانك هربرت  على قاعدة بيانات الخيال التأملي على الإنترنت
- أعمال بواسطة فرانك هربرت في المكتبة المفتوحة على أرشيف الإنترنت
- فرانك هربرت في مستندات مكتبة الكونغرس، مع 69 كتالوج للسجلات